# Faces of War
Faces of War is een tactical shooter-computerspel gemaakt door Best Way.
Faces of War kan alleen of met maximaal 16 spelers worden gespeeld. Het spel kwam uit in 2006 in Rusland, de Verenigde Staten en Europa. Het spel speelt zich af in de Tweede Wereldoorlog met locaties in Europa. Faces of War is de opvolger van Soldiers: Heroes of World War II, dat er veel op lijkt. Het grootste verschil zijn de bots; die van Faces of War zijn namelijk verbeterd.

## Ontvangst
| Beoordeeld door       | Datum             | Score |
| --------------------- | ----------------- | ----- |
| 1UP                   | 2 oktober 2006    | 80%   |
| PC Games (Duitsland)  | 25 september 2006 | 78%   |
| Fragland.net          | 25 oktober 2006   | 76%   |
| PC Powerplay          | 27 september 2006 | 71%   |
| Gamers.at             | 2 oktober 2006    | 70%   |
| Eurogamer.de          | 24 september 2006 | 70%   |
| GameSpot              | 22 september 2006 | 60%   |
| Game Shark            | 3 oktober 2006    | 58%   |
| Worth Playing         | 23 november 2006  | 50%   |
| TotalVideoGames (TVG) | 19 september 2006 | 50%   |